# Patricia Chauvet
Patricia Chauvet-Blanc (* 11. Mai 1967 in Villeneuve-Saint-Georges als Patricia Chauvet) ist eine ehemalige französische Skirennläuferin. Sie bestritt fast ausschließlich Slalomrennen und zählte in dieser Disziplin zu den besten Skirennläuferinnen der Welt.

## Biografie
Chauvet gelang der Durchbruch im Weltcup in der Saison 1987/88, als sie beim Slalom in Courmayeur als Fünfte ihre ersten Punkte holte und kurz darauf in Piancavallo als Zweite und in Saas-Fee als Dritte aufs Podest fuhr. Sie nahm an den Olympischen Winterspielen 1988 in Calgary teil und wurde im Slalom 14. In den folgenden Saisonen fuhr sie in ihrer Spezialdisziplin beständig unter die ersten zehn.
Zwei Monate vor den Olympischen Winterspielen 1992 in Albertville wurde bei Chauvet Pfeiffersches Drüsenfieber diagnostiziert. Trotzdem nahm sie am Slalomrennen vor ihrem Heimpublikum teil und wurde überraschend Sechste. In der darauffolgenden Saison gewann sie ihr erstes Weltcuprennen, den Slalom in Haus im Ennstal am 24. Januar 1993. In dieser Saison wurde sie auch Dritte im Slalomweltcup hinter Vreni Schneider und Annelise Coberger. 
Ihren größten Erfolg feierte Chauvet mit der Silbermedaille im Slalom hinter Pernilla Wiberg bei den Weltmeisterschaften 1996 in der Sierra Nevada. Im Jahr darauf wurde sie Vierte in ihrer Spezialdisziplin bei den Weltmeisterschaften 1997 in Sestriere.
Nach der Saison 1997/98, in der sie sich in keinem Rennen unter den besten 20 klassieren konnte und bei den Olympischen Winterspielen 1998 in Nagano im Slalom ausschied, trat sie vom aktiven Skirennsport zurück.

## Erfolge

### Olympische Spiele
- Calgary 1988: 14. Slalom
- Albertville 1992: 6. Slalom

### Weltmeisterschaften
- Saalbach-Hinterglemm 1991: 7. Slalom
- Morioka 1993: 7. Slalom
- Sierra Nevada 1996: 2. Slalom
- Sestriere 1997: 4. Slalom

### Juniorenweltmeisterschaften
- Jasná 1985: 12. Riesenslalom, 25. Abfahrt

### Weltcup
- Saison 1988/89: 6. Slalomweltcup
- Saison 1992/93: 3. Slalomweltcup
- Saison 1996/97: 5. Slalomweltcup
- 12 Podestplätze, davon 1 Sieg:

| Datum           | Ort             | Land       | Disziplin |
| --------------- | --------------- | ---------- | --------- |
| 24. Januar 1993 | Haus im Ennstal | Österreich | Slalom    |

### Weitere Erfolge
- Dreifache französische Meisterin im Slalom 1988, 1994 und 1996